# Thỏ tam thể Hà Lan

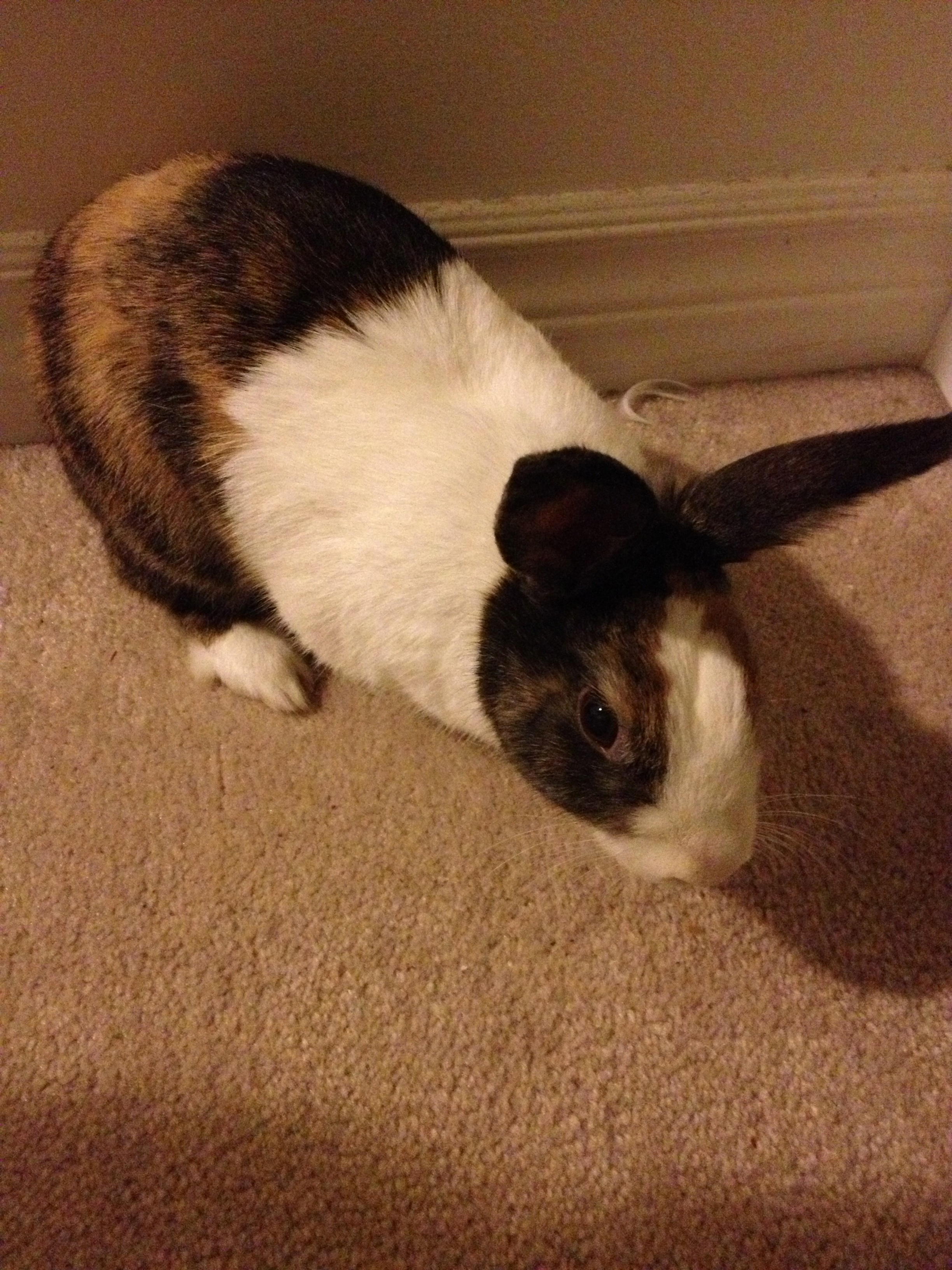
Thỏ tam thể Hà Lan

Thỏ tam thể Hà Lan hay còn gọi là thỏ Nhật-Hà Lan hoặc hoặc thỏ Harlequin Hà Lan là một giống thỏ nhà có nguồn gốc từ Hà Lan, chúng lần đầu tiên được tạo ra ở Hà Lan bằng cách lai giữ thỏ Hà Lan và thỏ Harlequin có đốm đồi mồi. Giống thỏ này được công nhận bởi Hội đồng Thỏ Anh nhưng không được công nhận bởi Hiệp hội những nhà nuôi thỏ Mỹ (Rabbit Breeders Association) mặc dù có nhiều nhà gây giống thỏ Hà Lan này tại Mỹ. 

## Đặc điểm

### Ngoại hình
Thỏ có màu trắng trong cùng một vị trí như một con thỏ Hà Lan nhưng các bộ phận màu nên là một sự pha trộn của màu cam với hai màu đen, màu xanh hoặc chocolate. Chúng khá chắc nịch và cơ bắp. Tai mạnh, ve vẩy tốt, chiều dài không quá 10 cm (4 inch). Ngực rộng, bàn chân trước vừa chiều dài thẳng và xương khá tốt. Chân lại được kết cấu song song với cơ thể.
Má rất tròn không phải chạm vào râu ria hoặc góc của miệng hoặc qua qua xương gò má. Một má phải cam má kia màu đen với đôi tai đen trên mặt màu cam và màu cam bên má đen. Cũng dễ nhận biết màu lông màu lam sẽ thay thế màu đen, sô cô la để thay thế màu đen, lông dày và bóng mượt với nhiều dưới lớp khoác và bảo vệ tóc. Trọng lượng 1,70-2,5 kg (3.3 / 4- 5.1 / 2 Lb). Những lỗi của chúng là lông màu trắng trên một phần hoặc mảng trắng trên phần màu hoặc đôi mắt tinh tường, đốm màu xanh nhạt hoặc đốm trên iris, và răng bị cắt xén.

### Thể chất
Chúng là vật nuôi nhạy cảm với các yếu tố ngoại cảnh (chốn trạy, sợ tiếng động), khả năng thích ứng với môi trường kém. Sống trong nhà chúng sẽ được an toàn hơn. Cần tránh tiếp xúc với các loài động vật khác, đặc biệt là chuột. Nếu ban ngày chúng ăn không hết thức ăn thì cần vét sạch máng, nếu thừa chuột sẽ lên ăn và cắn chết thỏ, nhất là thỏ con mới đẻ.
Dạ dày chúng co giãn tốt nhưng co bóp yếu. Nhiều con bị chứng sâu răng hành hạ và có vấn đề về tiêu hóa. Chúng cũng bị mắc một số bệnh như bại huyết, ghẻ, cầu trùng, viêm ruột, do ăn thức ăn sạch sẽ, không bị nấm mốc. Nếu thấy chúng có hiện tượng phân hôi, nhão sau đó lỏng dần thấm dính đét lông quanh hậu môn, kém ăn, lờ đờ uống nước nhiều đó là bệnh tiêu chảy. Chúng hiếu động và ham chạy nhảy, sinh trưởng tốt, nuôi chúng không cần nhiều diện tích.

## Chăm sóc
Cho chúng ăn cà rốt có thể khiến chúng bị sâu răng, cũng như gây nên những vấn đề về sức khỏe khác. Cà rốt và táo chứa nhiều đường thực vật, chỉ nên cho thỏ ăn những loại này ít. Chúng thích cam thảo nhưng nó lại không tốt bởi thỏ không thể tiêu hóa đường. Chúng thông thường không ăn rau củ có rễ, ngũ cốc hoặc trái cây, đặc biệt là rau diếp. Nên cho thỏ ăn cỏ, cải lá xanh đậm như bắp cải, cải xoăn, bông cải xanh (phải rửa sạch).
Luôn có thức ăn xanh trong khi chăm sóc, lượng thức ăn xanh cho chúng luôn chiếm 90% tổng số thức ăn trong ngày. Có thể cho chúng ăn thêm thức ăn tinh bột, không được lạm dụng vì chúng sẽ dễ bị mắc bệnh về đường tiêu hóa dẫn đến chết. Nhiều người cho rằng thỏ không cần uống nước là sai. Thỏ chết không phải do uống nước hay ăn cỏ ướt mà vì uống phải nước bẩn và ăn rau bị nhiễm độc.